# Vinný mošt

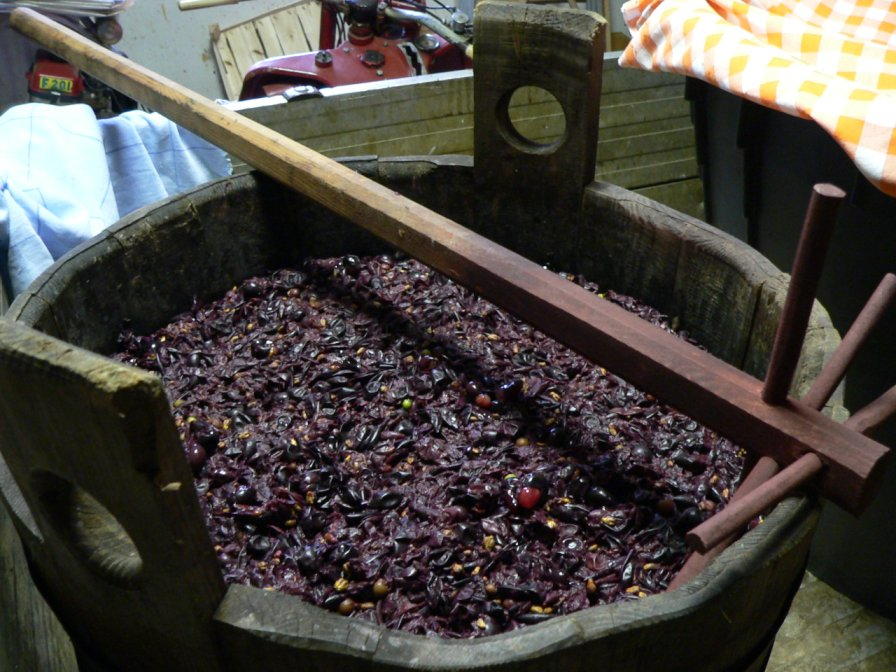
Výroba moštu lisováním

Vinný mošt je tekutina z vinných hroznů, získaná buď lisováním rmutu, lisováním celých hroznů nebo tzv. samotokem. Částečným zkvašením moštu se vyrábí burčák. Existuje také jablečný mošt, což je 100% jablečná šťáva.